# Museo nacional de Bangkok
El Museo nacional de Bangkok (en tailandés: พิพิธภัณฑสถานแห่งชาติ พระนคร) es el museo rama del grupo de Museos Nacionales de Tailandia. Cuenta con exposiciones de arte tailandés y de historia. El museo fue creado e inaugurado en 1874 por el rey Rama V para exhibir reliquias del imperio desde el gobierno del rey Rama IV. Hoy en día las galerías contienen exhibiciones que cubren la historia tailandesa desde los tiempos neolíticos. La colección incluye la inscripción del Rey Ram Khamhaeng, incluido en el Programa del Registro Mundial de 2003 en reconocimiento a su importancia mundial.